# Corralillo
Corralillo é um município de Cuba pertencente à província de Villa Clara. 